# アリソン J33

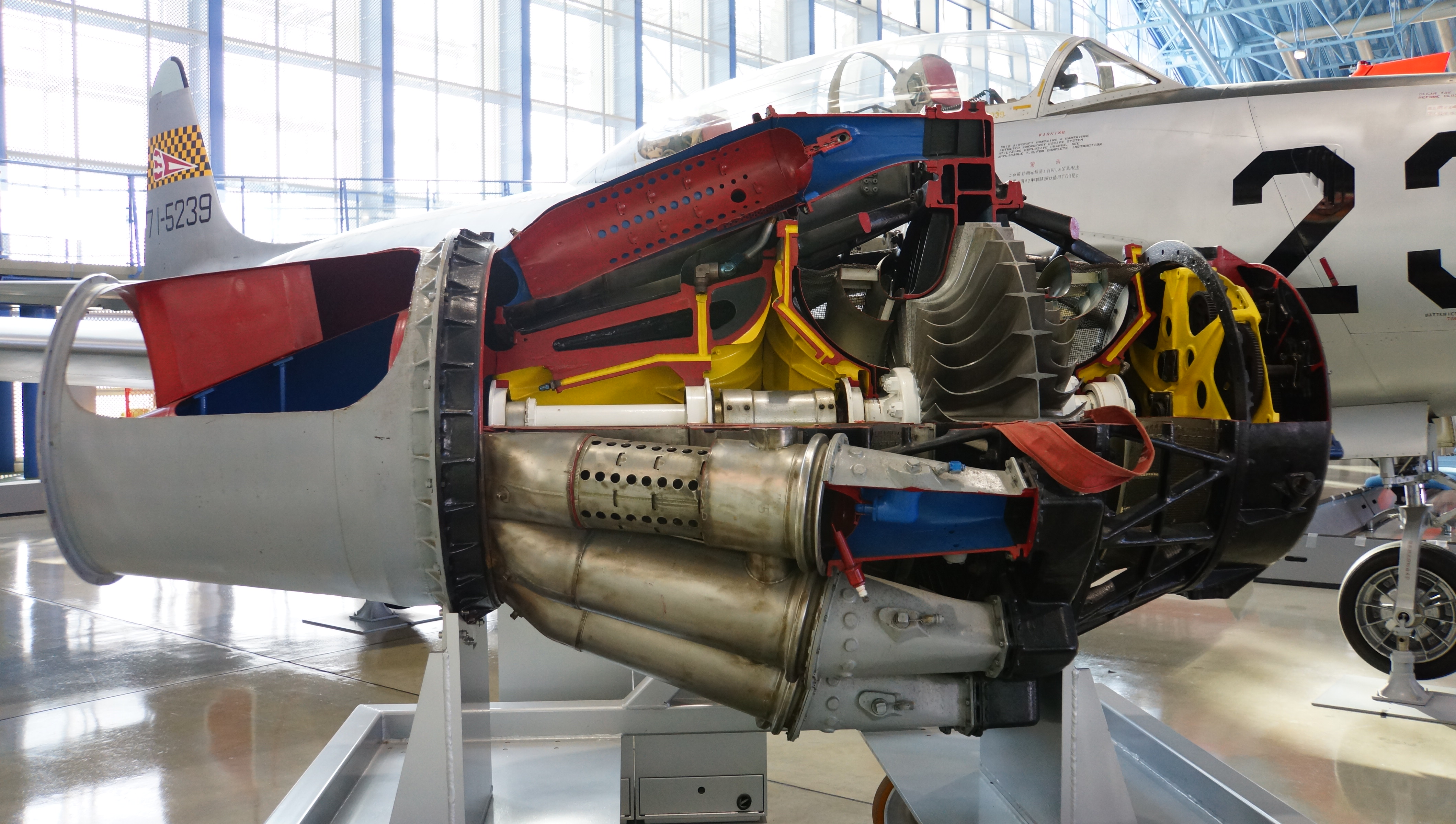
J33の内部構造

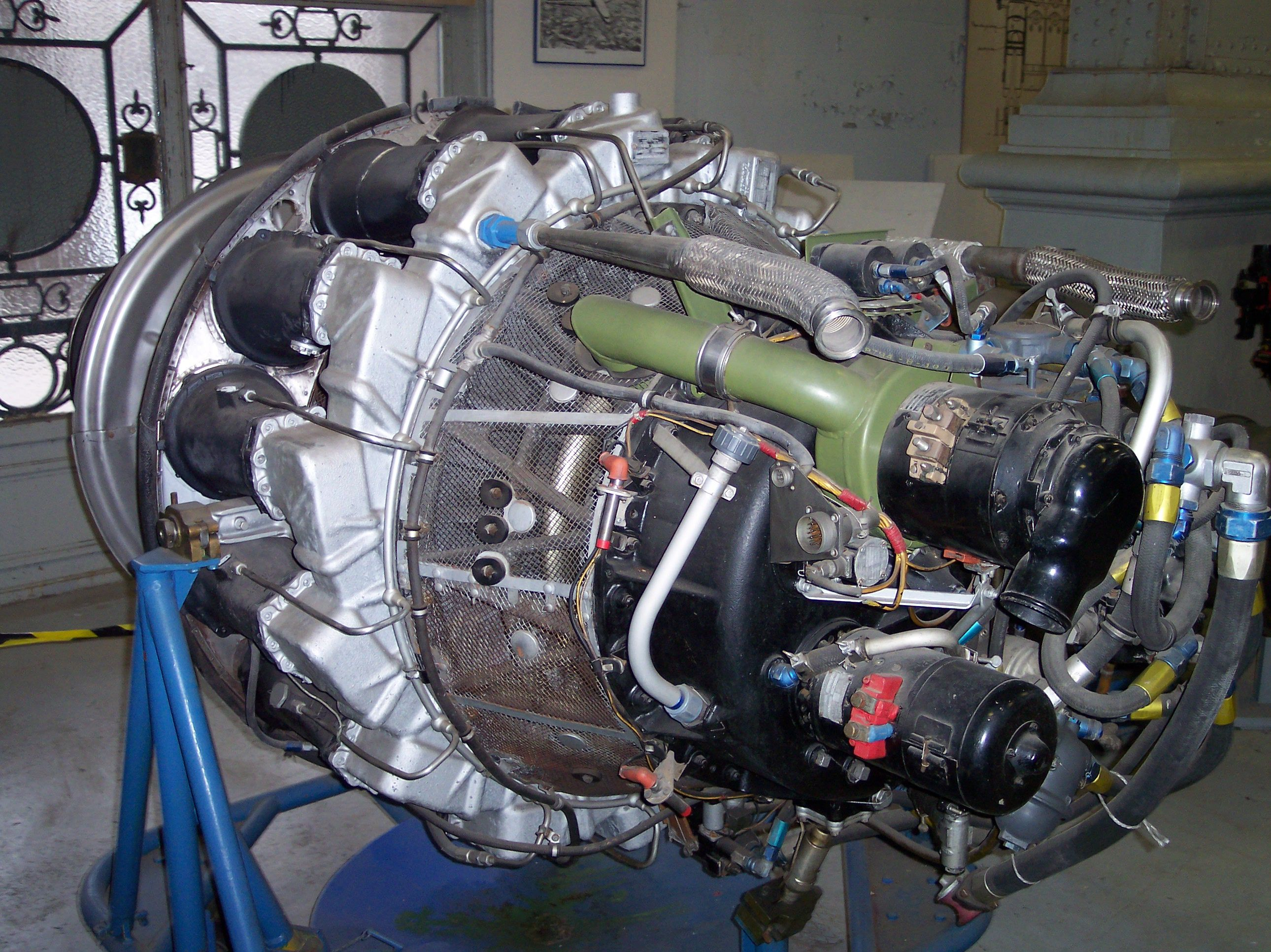
前から見た J33

アリソンJ33はアメリカ合衆国の遠心式圧縮機を備えたターボジェットエンジンである。

## 概要
もともとは第二次世界大戦中にフランク・ホイットルによって開発されたジェットエンジンの設計をターボチャージャーの開発で実績のあったゼネラル・エレクトリックが導入してアレンジを加えて製造された。それは後にJ31になった。
次にアメリカ陸軍からの要請で推力を4,000lbに高めた機種が開発され、それがJ33になった。
生産は1945年に軍の指示でアリソン・エンジンに移管された。

## 日本でのオーバーホール
1954年7月、川崎航空機はジェットエンジンオーバーホール準備室を発足させ、T33練習機のオーバーホールに関する技術提携先のLASO（ロッキード・エアクラフト・サービス・オーバーシーズ）から技術作業員18名を受け入れて、受注準備を始める。LASOの支援を受けて、川崎航空機がジェットエンジンのオーバーホール契約の提案書を作成して受注。同年9月に熱処理メッキ工場、修理組立工場が完成。部品の管理、帳票を米軍方式にし、品質管理も米軍規格MIL-Q-5923Bを適用、LASOの品質管理制度を導入。1955年1月にアメリカ軍へ初めて引き渡しを完了。この過程で近代的な生産技術・品質管理・生産管理手法を取得し、後のジェットエンジン事業の発展の基礎となった。なお、1990年の航空自衛隊の最終号機の出荷までに3800台以上をオーバーホールした。

## 派生機種
- J33-A-21：推力20 kN（2043 kgf）
- J33-A-23：推力20.5 kN（2088 kgf）
- J33-A-35：推力24 kN（2450 kgf）
- J33-A-33：26.7 kN（2720 kgf）推力、アフターバーナー付
- J33-A-24：推力27.1 kN（2770 kgf）

## 搭載機
- コンベア XF-92
- F-94A / Bスターファイア
- MGM-1マタドール
- MGM-13メイス
- SM-62スナーク
- T-33シューティングスター

## 仕様（J33-A-35）
- 全長：2,718 mm[2]
- 外径：1,283 mm[2]
- 重量：813 kg[2]
- 推力：11,750 rpmで20.4 kN、水 - アルコール注入で24 kN
- 推力/重量比：25.1 N / kg
- 圧縮機：単段遠心両面吸い込み[2]
- 燃焼器：多缶型燃焼器[2]
- タービン：軸流1段[2]
- 空気流量：39 kg / s[2]
- 圧縮比：4.4[2]